# Cunaxa evansi
Cunaxa evansi är en spindeldjursart som beskrevs av Frank Jason Smiley 1992. Cunaxa evansi ingår i släktet Cunaxa och familjen Cunaxidae. Inga underarter finns listade i Catalogue of Life.